# Sveti Kajo (Solin)

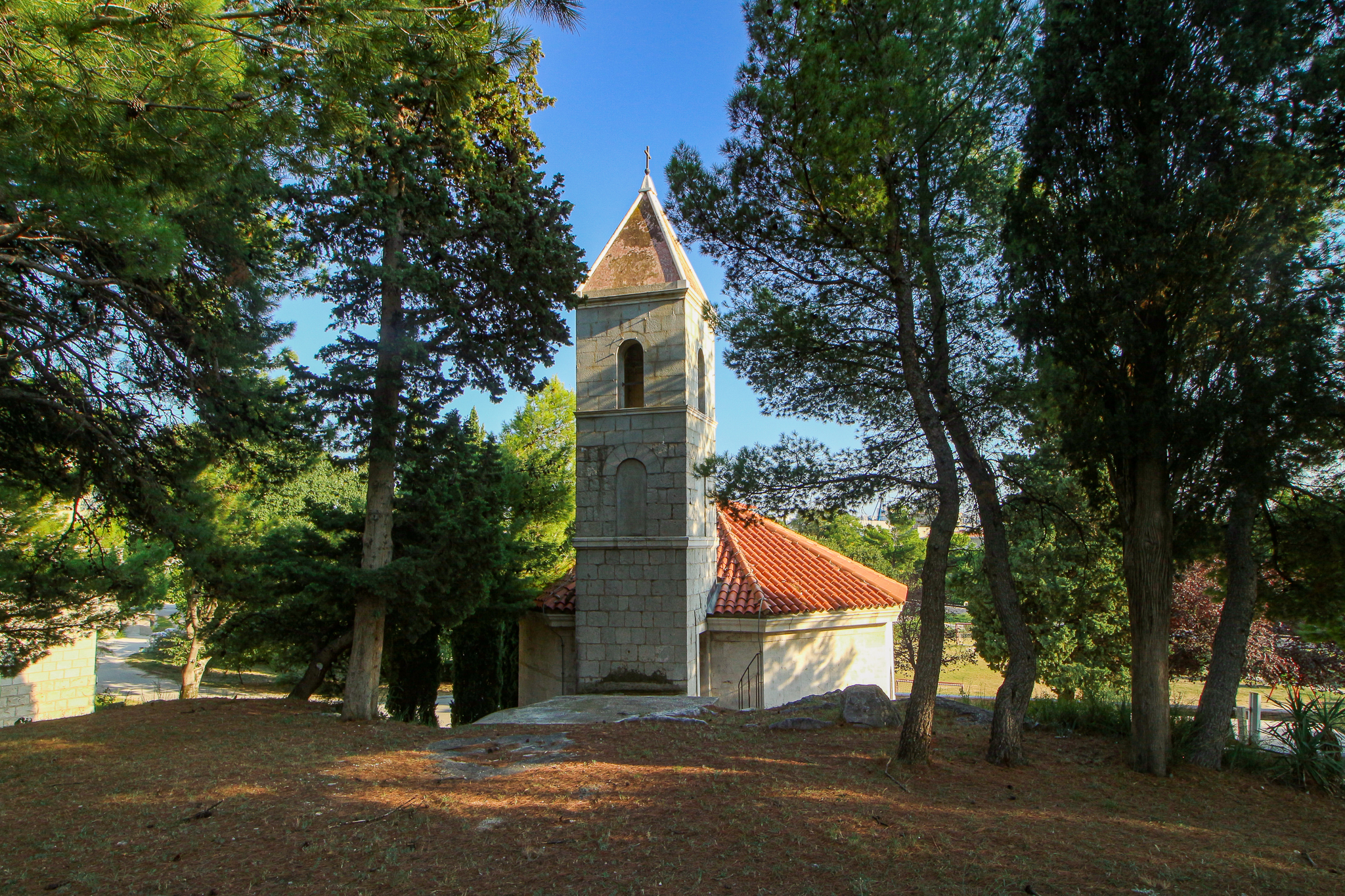
Kostelík sv. Caia

Sveti Kajo je místní část města Solin ve Splitsko-dalmatské župě v Chorvatsku. Nachází se západně od centra Solinu a pozůstatků starověkého sídla Salona na břehu Kaštelského zálivu, při ústí říčky Jadro do Jaderského moře.
22. duben se slaví svátek patrona čtvrti, svatého Caia (Kaja).

## Ekonomika
Ve čtvrti se nachází některé podniky:
- Sklady INA d.d. - Záhřeb,

- Solinský železniční uzel HŽ,

- Cementárna „Sveti Kajo“ - CEMEX d.d.,

- Přístav Split,

## Osobnosti města
- Vjekoslav Parać, malíř
- Toni Kljaković, zpěvák
- Dalibor Parać, malíř,
- Jozo Kljaković-Šantić, malíř
- Bogdan Žižić, filmový režisér
- Milka Barišićová, režisérka, dokumentaristka
- Krunoslav Kljaković-Šantić, novinář
- Petar Pereža, televizní moderátor, redaktor a novinář
- Stjepan Andrijašević, fotbalista a trenér
- Siniša Andrijašević, boxer - K1
- Ante Režić, fotbalista
- Miro Podrug, sportovní novinář
- Marina Jajićová, operní zpěvačka (Mala Floramye)
- Franko Andrijašević, fotbalista
- Boško Vučemilović, rozhlasový moderátor, redaktor, novinář

## Významné objekty a historické památky
- Kostel sv. Caia (Kaja)

- Kostel sv. Mikuláše

- Kostel sv. Anastáze

- Na území obce Sveti Kajo se částečně nacházejí pozůstatky prehistorické osady a starověkého města Salony. Jedná se o amfiteátr, Tusculum a archeologická naleziště Kapljuč v Marusinacu.